# Eastlake (Ohio)
Eastlake ist eine City im Lake County des US-Bundesstaates Ohio. Eastlake liegt etwa 19 Meilen nordöstlich von Cleveland am Ufer des Eriesees und ist Teil des Großraums Cleveland. Das U.S. Census Bureau ermittelte bei der Volkszählung 2020 eine Einwohnerzahl von 17.670.

## Geschichte
Am 14. August 2003 kam es zum größten Stromausfall in der Geschichte Nordamerikas. Der Stromausfall führte dazu, dass 50 Millionen Menschen in acht US-Bundesstaaten und im Südosten Kanadas keinen Strom mehr hatten. Obwohl es Monate dauerte, die tatsächliche Ursache des Stromausfalls zu diagnostizieren, wurde er schließlich auf ein Kraftwerk von FirstEnergy in Eastlake zurückgeführt, wo eine Hochspannungsleitung gegen ein Gewächs von Bäumen stieß, wodurch die Leitung abgeschaltet wurde, was aufgrund eines fehlgeschlagenen Alarmsystems einen Dominoeffekt von Stromleitungen verursachte, die abgeschaltet wurden. Insgesamt starben 11 Menschen und es entstand ein Schaden von rund 6 Milliarden Dollar, was zur Gründung einer gemeinsamen Energie-Taskforce der USA und Kanadas führte, um zukünftige Stromausfälle zu minimieren.

## Demografie
Nach einer Schätzung von 2019 leben in Eastlake 18.042 Menschen. Die Bevölkerung teilt sich im selben Jahr auf in 90,4 % Weiße, 6,8 % Afroamerikaner, 0,1 % amerikanische Ureinwohner, 0,4 % Asiaten und 2,2 % mit zwei oder mehr Ethnizitäten. Hispanics oder Latinos aller Ethnien machten 0,8 % der Bevölkerung aus. Das mittlere Haushaltseinkommen lag bei 54.698 US-Dollar und die Armutsquote bei 9,8 %.
| Jahr | Einwohner¹ |
| ---- | ---------- |
| 1950 | 4.700      |
| 1960 | 12.467     |
| 1970 | 19.690     |
| 1980 | 21.954     |
| 1990 | 21.161     |
| 2000 | 20.255     |
| 2010 | 18.577     |
| 2020 | 17.670     |

¹ 1950 – 2020: Volkszählungsergebnisse

## Sport
Mit dem Classic Park verfügt die Stadt über ein kleines Baseballstadion mit ca. 7000 Plätzen.